# Нгуонский язык
Нгуонский язык — язык северной (вьет-мыонгской) подгруппы вьетской группы мон-кхмерских языков, на котором говорят люди народности нгуон в регионе гор Чыонгшон и соседних территориях, принадлежащих Лаосу.
Большинство носителей нгуонского живёт в уезде Миньхоа провинции Куангбинь, остальные — в окрестностях городской общины-коммуны Донгле, уезд Туенхоа, примерно в 50 км от шоссе 1A.
Нгуонский вьетнамским правительством и связанным с ним исследователями считается диалектом вьетнамского; встречаются точки зрения, что это диалект мыонгского языка. Чемберлен и Сидуэлл считают его третьим языком северной (вьет-мыонгской) подгруппы.

## Ареал и численность
Большинство нгуонов живёт в уезде Туенхоа, рядом с народом тьыт, также говорящим на языках вьетской группы; а также в уезде Миньхоа, рядом с другими вьетскими народами. Ранее Миньхоа входил в состав Туенхоа.
Лаосские нгуоны существуют, но данные об их точном расселении противоречивы. Согласно Чемберлену, в центральном Лаосе есть нгуонская деревня, известная как Банпакпхананг в провинции Кхаммуан.

## Генеалогические связи
Одни исследователи считают нгуонов более близкими мыонгам, а другие полагают, что этот народ ближе вьетам.
Данные лингвистических анализов 1975 и 1996 года свидетельствуют о близости нгуонского мыонгскому.
Джерольд Эдмондсон, Кеннет Грегерсон и Нгуен Ван Лой считают, что нгуонский «крайне интересен для изучающих историю вьетских языков.
Нгуен Ван Тай отмечает, что носители нгуонского и мыонгского способны общаться, говоря при этом каждый на своём языке, а носители вьетнамского так сделать с ними не могут.
Хотя фонетически нгуонский ближе к мыонгскому, в некоторых других аспектах он скорее похож на вьетнамский. К примеру, частица отрицания кхонг (không) во вьетнамском является заимствованием из китайского 空, исконная частица тянг (chẳng) была утеряна. В мыонгском осталась частица «тянг», а в нгуонском — как и во вьетнамском — используется «không».

## Варианты
Нгуен Фу Фонг выделяет два варианта нгуонского языка: кольемский (от названия деревни Кольем (Cổ Liêm)) и йентхоский (от Йентхо (Yên Thọ) также антхоский). Последний фонетически ближе к вьетнамскому.

## История
В 1905 году Леопольд Кадьер описал нгуонов и народ шать, которые жили в долинах реки Нгуоннам в 11 деревнях. Они были изначально разделены на группы по пять. Первая группа называлась Коша (Cơ Sa) и состояла из деревень Куидат (Qui Đạt), Андык (An Đức), Баныонг (Ba Nương), Тханьлонг (Thanh Long) и Танкьеу (Tân Kiều), причём от последней позже отделилась деревня Танхоп (Tân Hợp). Во вторую, южную группу, входили деревни Кольем (Kổ Liêm), Боктхо (Bốk Thọ), Кимбанг (Kim Bãng), Танли (Tân Lí), Анлак (An Lạk).
Мак Дыонг и Нгуен Дыонг Бинь на основании генеалогических записей предполагают, что носители нгуонского мигрировали с территории современных провинций Хатинь и Нгеан в XVII веке. Мак Дыонг также утверждает, что большинство нгуонов назвали себя вьетами в перепись 1960 года.
Нгуен Дыонг Бинь предполагает, что миграция могла быть даже дальше Нгеана, до самого Куангбиня. Хотя в тех районах селились и вьеты, они могли прибыть в те земли после мыонгов, в результате чего их языки смешались друг с другом и с тьытскими. Таким образом, Дыонг Бинь считает, что нгуонский — это мыонгский, на котором говорят мыонги и ассимилированные вьеты.